# Нелі Маринова
Нелі Маринова-Нешич (болг. Нели Маринова-Нешич; 27 травня 1971, Добрич) — болгарська волейболістка. Бронзова медалістка чемпіонату Європи. Переможець Ліги європейських чемпіонів.

## Із біографії
Донька волейбольного тренера Стефана Маринова. Волейбольну карєру починала в команді Добруджа. Захищала кольори столичних клубів «Академік» і ЦСКА. З 1997 року виступала за італійські команди, а також за белградську «Црвену Звезду» і іспанський «Альбасете».
У шлюбі з сербським тренером Драганом Нешичем, який очолював «Црвену Звезду» коли Нелі Маринова виступала за цю команду.
У складі національної збірної виступала на двох чемпіонатах світу. 1998 року в Японії болгарки завершили турнір на десятому місці, а через чотири роки в Німеччині — були восьмими. На домашній першості Європи 2001 року її команда поступилася в півфіналі італійкам, а в матчі за «бронзу» була сильніша від збірної України.

## Клуби
| Роки      | Клуби                     |
| --------- | ------------------------- |
| 1986–1989 | «Добруджа»                |
| 1989–1992 | «Академік» (Софія)        |
| 1992–1997 | ЦСКА (Софія)              |
| 1998–1999 | «Црвена Звезда» (Белград) |
| 1999–2001 | «Фоне Лімітед» (Модена)   |
| 2000–2001 | «Романеллі» (Флоренція)   |
| 2001–2002 | «Едісон» (Модена)         |
| 2002–2003 | «Альбасете»               |
| 2003–2005 | «Бігмат Кераколл» (К'єрі) |
| 2005–2007 | «Віні Монте Ск'яво» (Єзі) |
| 2007–2008 | «Деспар» (Перуджа)        |

## Досягнення
Чемпіонат Європи
- Третє місце (1): 2001

Ліга європейських чемпіонів
- Перше місце (1): 2008

Кубок Європейської конфедерації волейболу
- Перше місце (1): 2002

Кубок топ-команд
- Перше місце (1): 2005

Чемпіонат Болгарії
- Перше місце (2): 1993, 1995
- Друге місце (1): 1996
- Третє місце (2): 1994, 1997

Кубок Болгарії 
- Перше місце (3): 1993, 1995, 1996

Кубок Сербії 
- Перше місце (1): 1998

Чемпіонат Італії
- Перше місце (1): 2000
- Третє місце (2): 2006, 2007, 2008

Кубок Італії
- Перше місце (1): 2002
- Друге місце (2): 2000, 2006
- Третє місце (2): 2004, 2005

Суперкубок Італії
- Перше місце (1): 2008
- Третє місце (2): 2002